# Long Sutton (Hampshire)
Long Sutton è un villaggio e parrocchia civile dell'Inghilterra, appartenente alla contea dell'Hampshire.